# Ectropis semifasciata
Ectropis semifasciata är en fjärilsart som beskrevs av W. Warren 1900. Ectropis semifasciata ingår i släktet Ectropis och familjen mätare. Inga underarter finns listade i Catalogue of Life.